# Skrækkenborg
Skrækkenborg – miasto w Danii, w regionie Dania Południowa, w gminie Kerteminde.